# テート・ブリテン

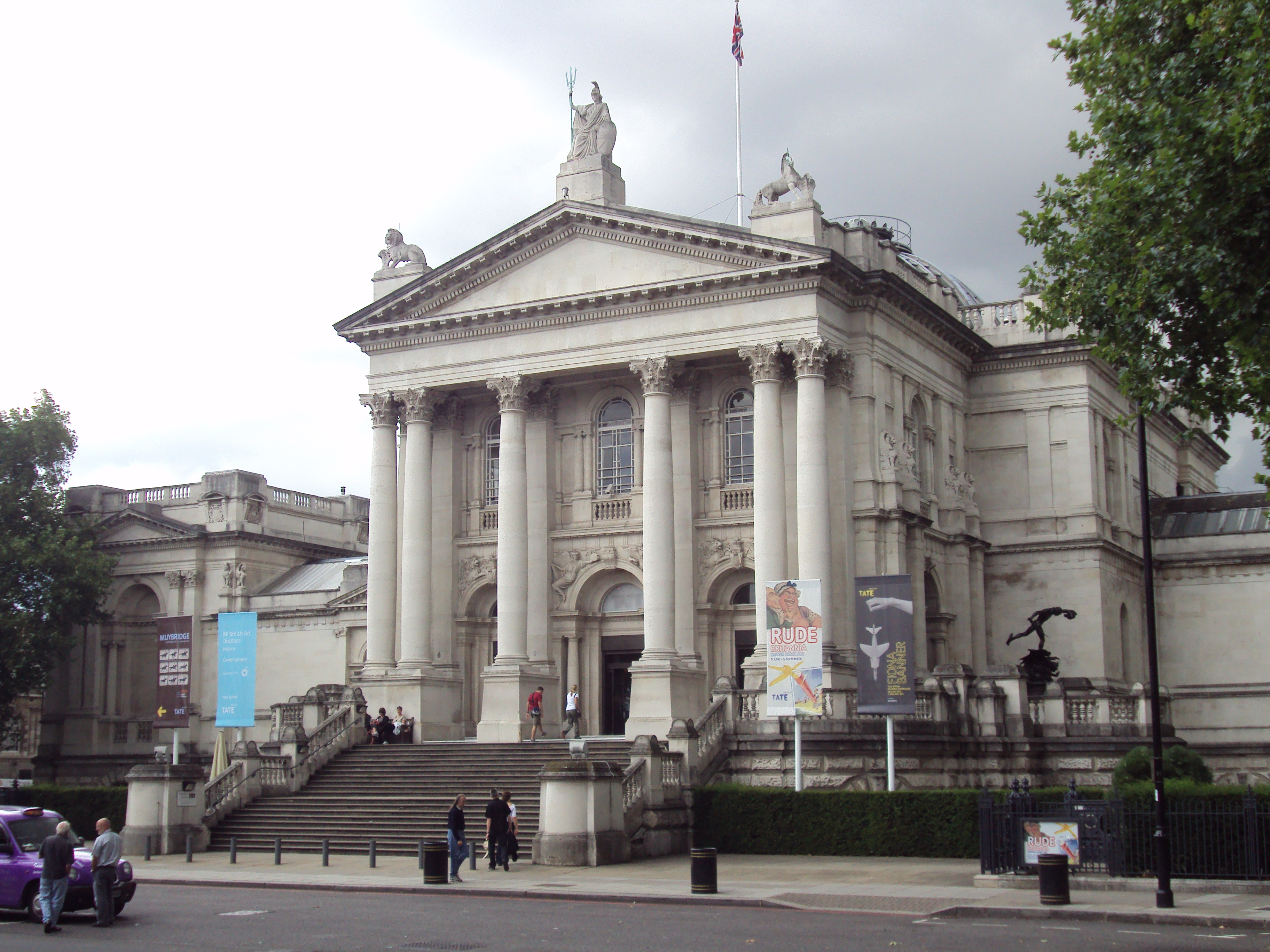
テート・ブリテン

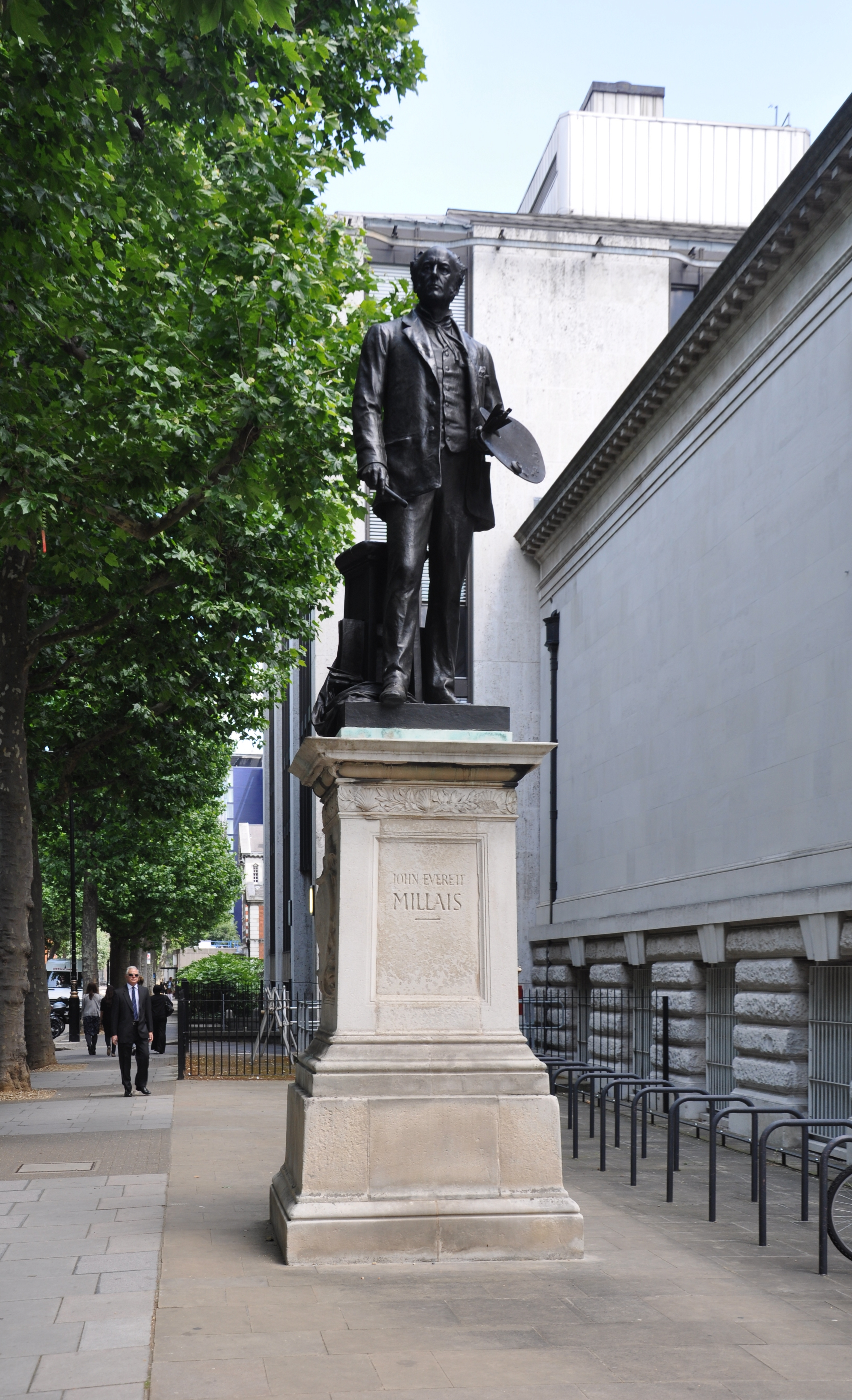
ジョン・エヴァレット・ミレー像

テート・ブリテン（Tate Britain）はイギリス・ロンドンのテムズ川畔、ミルバンク地区にある国立美術館。テート・モダンなどの美術館とともに、国立美術館ネットワーク「テート」の一部をなしている。

## 歴史
1897年　ミルバンク刑務所の跡地に建設された。当初はナショナル・ギャラリーのイギリス美術専門の分館「ナショナル・ギャラリー・オブ・ブリティッシュ・アート」であったが、イギリス美術だけでなく世界の近代・現代美術を扱うようになり、1955年に「テート・ギャラリー」という独立した美術館となった。
1500年代のテューダー朝美術以降、現代に至るまでの、絵画を中心としたイギリス美術を時代順に展示している。ウィリアム・ブレイク、ジョン・コンスタブル、トマス・ゲインズバラ、ウィリアム・ホガース、ダンテ・ゲイブリエル・ロセッティほかラファエル前派の作品が揃っている。テートの所蔵品の中で特に有名な作品は、ジョン・エヴァレット・ミレーによる『オフィーリア』やジョン・ウィリアム・ウォーターハウスによる『シャーロットの女』である。また、ターナーの寄贈した初期から晩年までの充実した作品群は、専用のウイングであるクロア・ギャラリーに常設展示されている。20世紀半ば以降のデイヴィッド・ホックニー、ピーター・ブレイク、フランシス・ベーコンなどや、現代のトレイシー・エミンにいたるまで、幅広い年代のイギリス人美術家の作品もが常設展示されている。
他のイギリスの美術館やテートの美術館同様、普段美術館に来ない人々も来てもらえるような活動に取り組んでいる。『Late at Tate』は毎月第一金曜日に開催している夜10時までの夜間開館で、特別展の入場料は半額の上、ライブやパフォーマンスアートを行っている。
毎年「ターナー賞展」と呼ばれる美術展も主催している。これは理事会が選んだイギリスで活動する50歳以下の美術家4人を取り上げる展覧会で、その中からターナー賞を一名に贈っている。
現代美術専用のテート・モダンが2000年にサウス・バンクに開館後、ミルバンクの建物はイギリス美術専門の美術館に組織換えされ、大改修の上2001年に「テート・ブリテン」と名称を変え再開館した。
テート・ブリテンと、テート・モダンの間は、テムズ川を行き交う高速船「Tate to Tate service」がシャトル運航している。

## 主な収蔵品
- ホガース『自画像』（1745年）
- ターナー『自画像』（1798年頃）
- J.E.ミレー『オフィーリア』（1852年）
- バーン＝ジョーンズ『黄金の階段』（1880年）
- ウィリアム・ホルマン・ハント『良心の目覚め』（1853年）
- ロセッティ『受胎告知』（1850年）
- ロセッティ『ベアタ・ベアトリクス』（1861－70年頃）
- ホイッスラー『ノクターン：青と金色－オールド・バターシー・ブリッジ』（1872－73年）

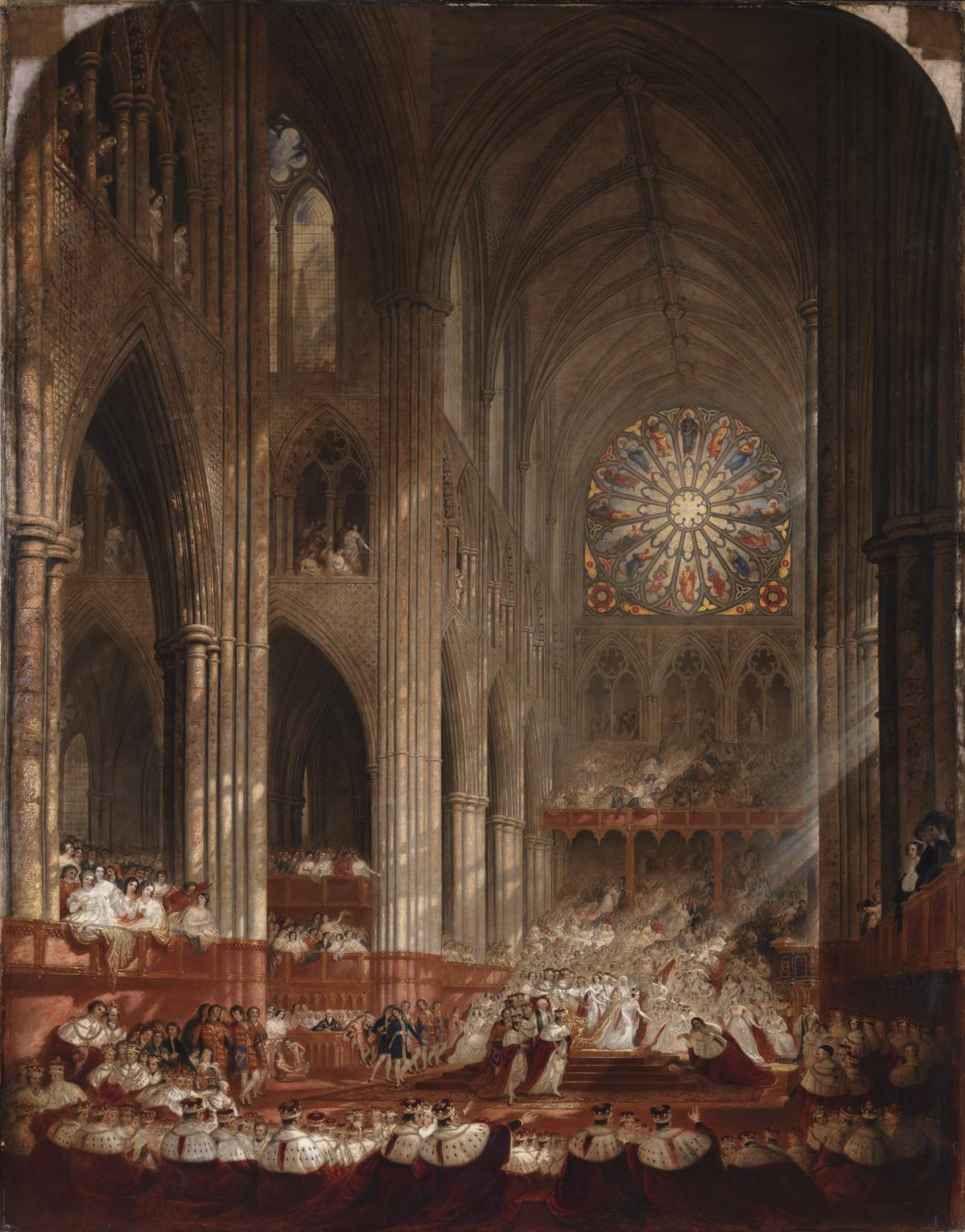
ジョン・マーティン『ビクトリア女王の戴冠』
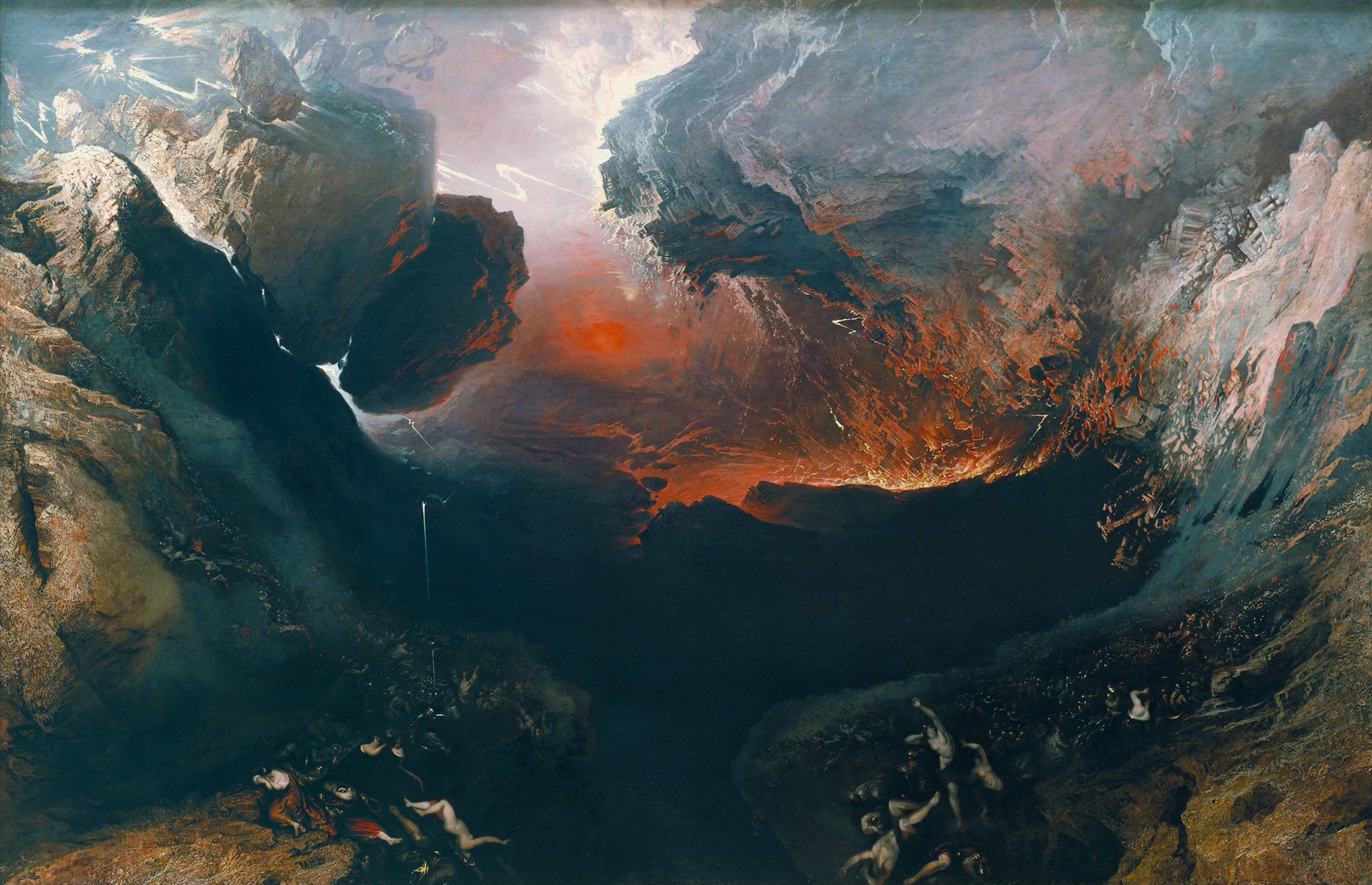
ジョン・マーティン『神の大いなる怒りの日』
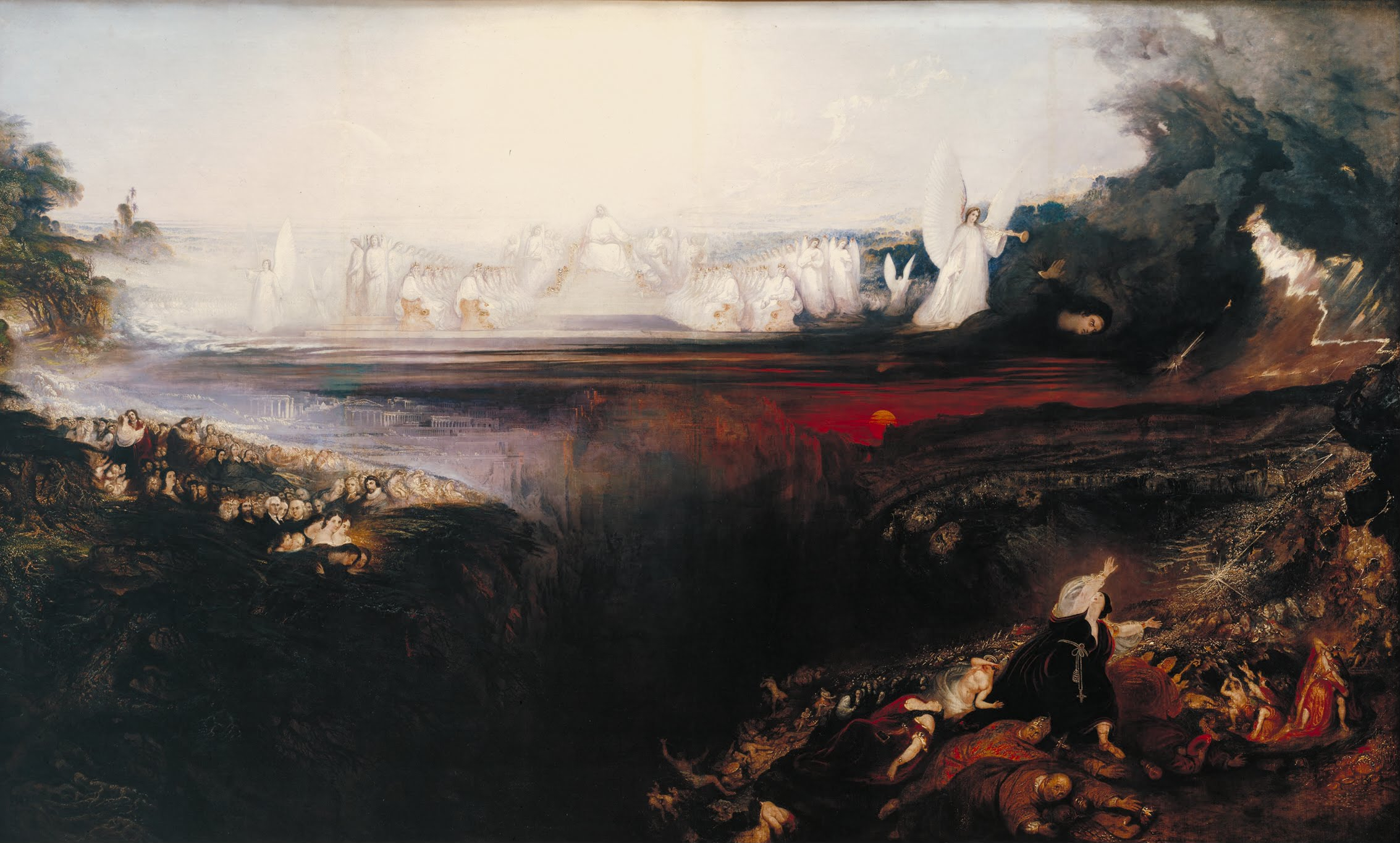
ジョン・マーティン『最後の審判』
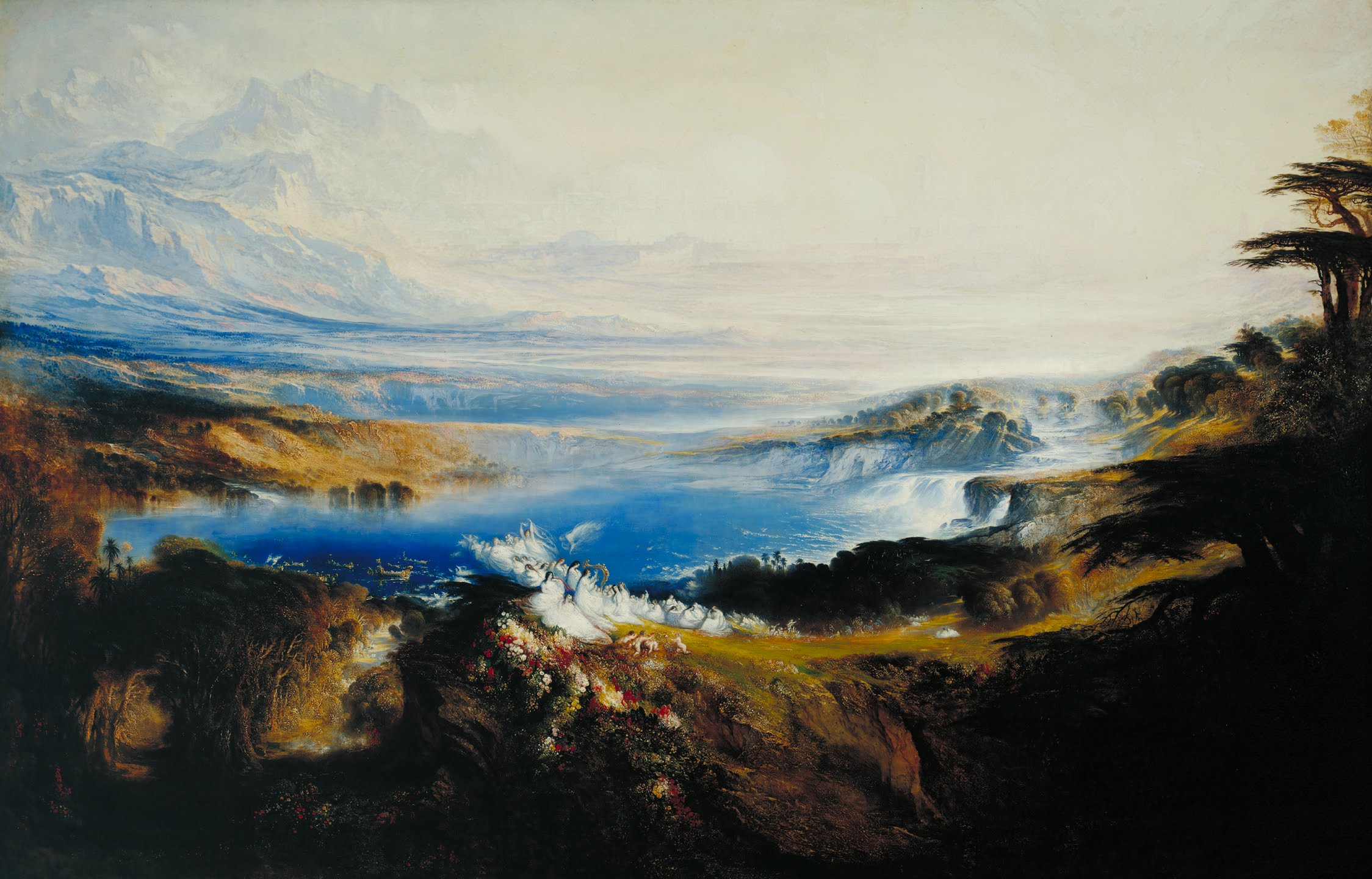
ジョン・マーティン『天国の平原』
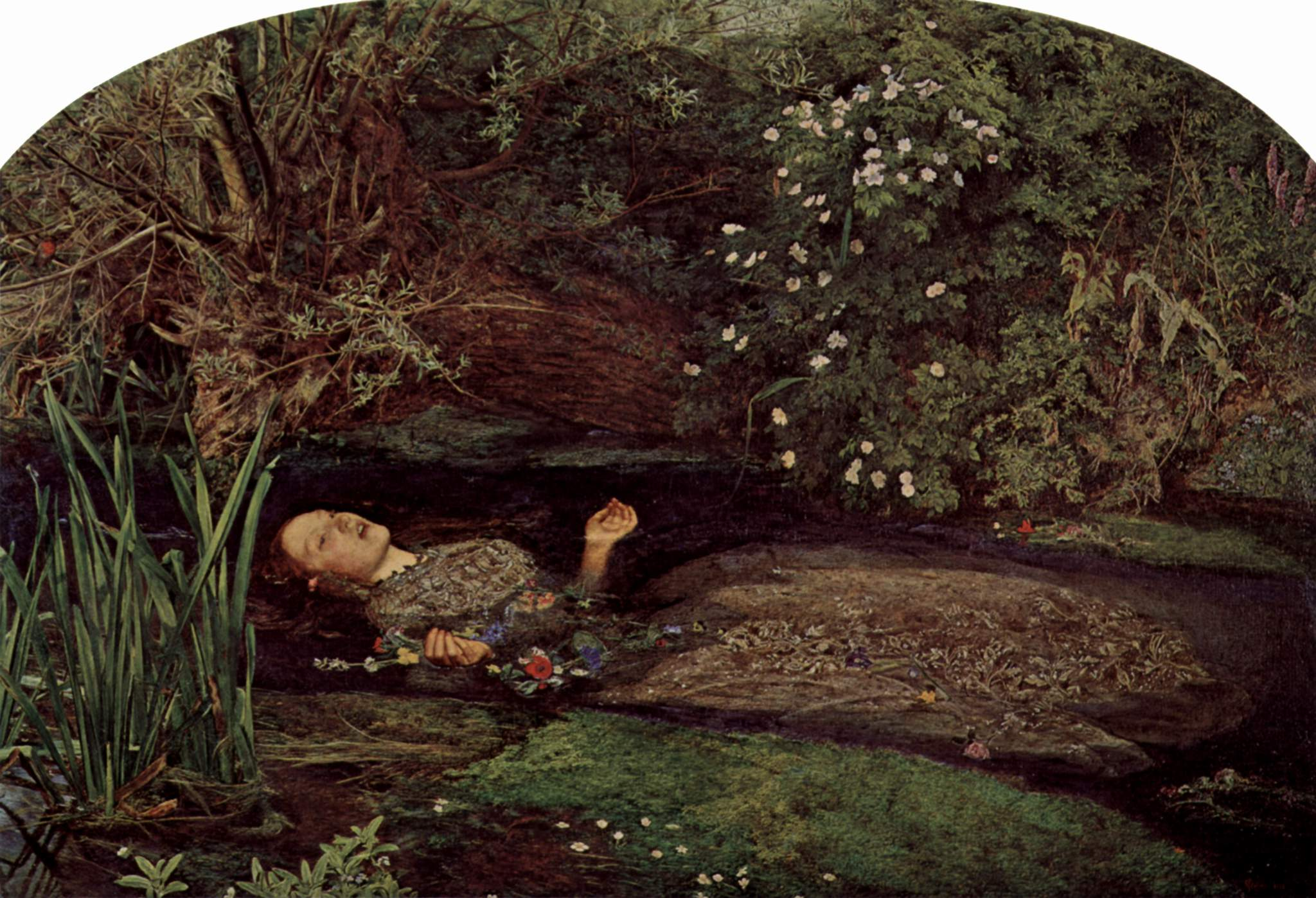
ジョン・エヴァレット・ミレーによる『オフィーリア』